# Argyreia mastersii
Argyreia mastersii là một loài thực vật có hoa trong họ Bìm bìm. Loài này được (Prain) Raizada mô tả khoa học đầu tiên năm 1967.